# August von Voit

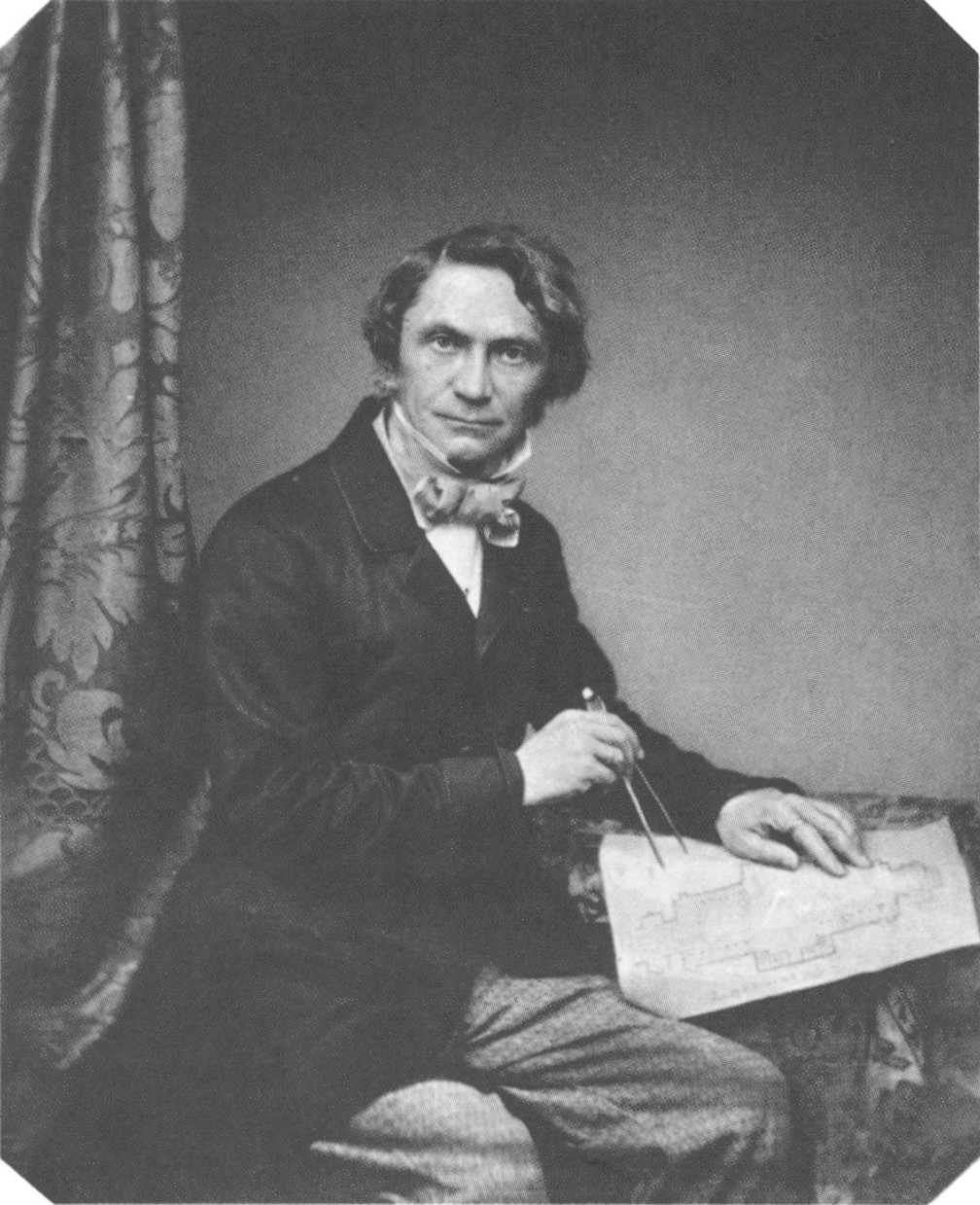
August von Voit

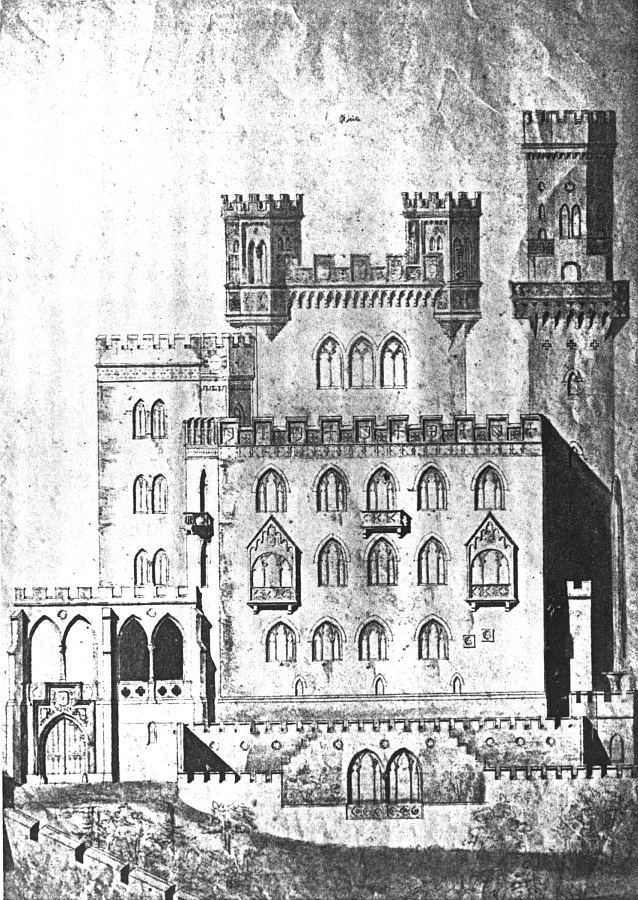
Entwurf zum Wiederaufbau des Hambacher Schlosses (1842)

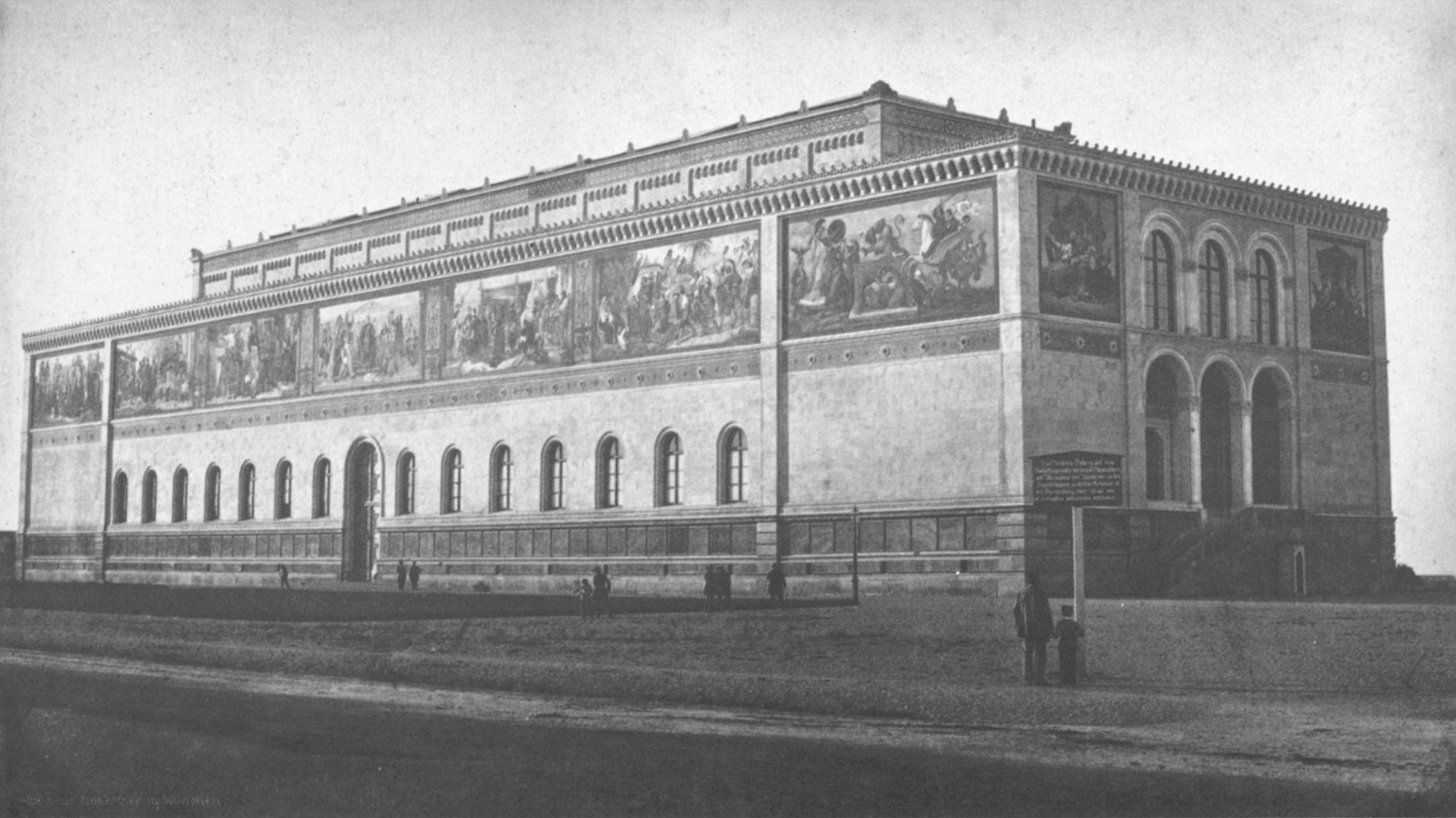
Neue Pinakothek (ca. 1854)

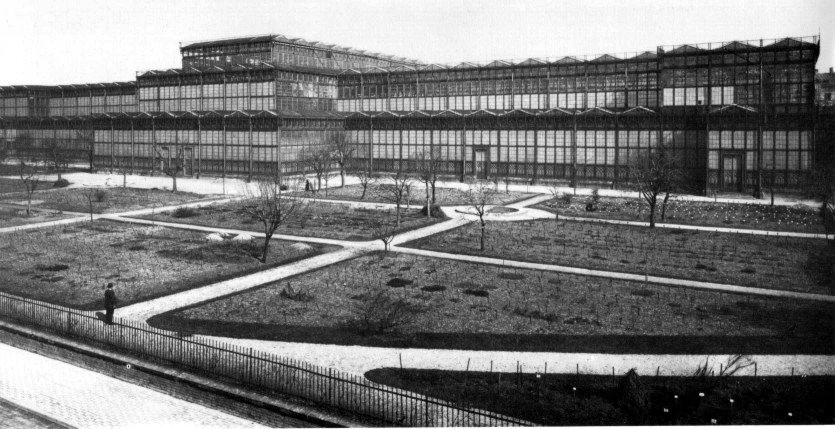
Glaspalast

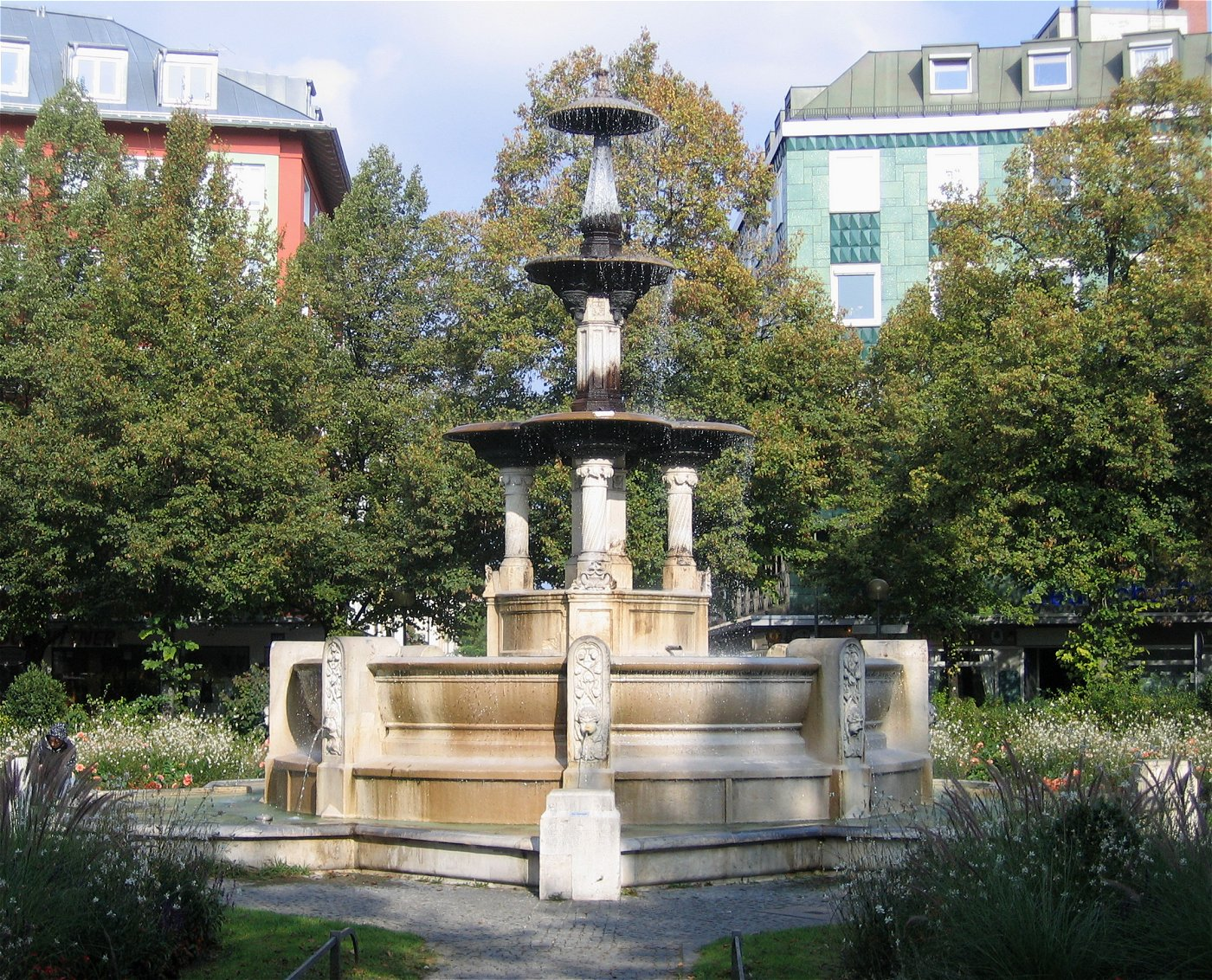
Glaspalastbrunnen

August Voit, ab 1852 von Voit, (* 17. Februar 1801 in Wassertrüdingen; † 12. Dezember 1870 in München; vollständiger Name: Richard Jakob August von Voit) war ein deutscher Architekt und bayerischer Baubeamter. Er war der Sohn des Architekten Johann Michael Voit.

## Leben
August Voit besuchte 1816–1818 das Gymnasium in Ansbach und 1818–1820 das St. Anna-Kolleg in Augsburg.  Schon in der Schulzeit fiel seine Begabung für Zeichnen und Mathematik auf. Als Gymnasiast in Augsburg gab er Zeichenunterricht, sein berühmtester Schüler war 1820 Prinz Louis Napoleon Bonaparte, der spätere Kaiser Napoleon III.
Anschließend studierte August Voit zunächst Naturwissenschaften und Philosophie an der Universität in Landshut und wechselte 1821–1822 an die Universität Würzburg, bevor er an die Münchner Akademie der Bildenden Künste kam. Hier studierte er 1822–1823 bei Friedrich von Gärtner Architektur und bildete sich auf einer Studienreise 1823–1825 in Italien und Frankreich weiter. Danach arbeitete August Voit zunächst als Baupraktikant bei seinem Vater Johann Michael Voit im Königlichen Baubüro in Augsburg. Von 1827 bis 1831 war er als Königlicher Landbau-Kondukteur in Amberg tätig. Ab 1832 arbeitete er als Zivilbauinspektor bei der Königlichen Regierung in Speyer. August Voit realisierte in der Pfalz zahlreiche Kirchenbauten und einige Synagogen. Mit diesen Bauten wandte er sich vom Klassizismus der Klenzezeit ab und, geprägt von seinem Lehrer Friedrich von Gärtner, dem Rundbogenstil zu. Außerdem war er federführend bei der Instandsetzung sowie der Neuausstattung des Speyerer Doms beschäftigt. 1841 wurde er in Anerkennung seiner Tätigkeit in der Pfalz als Nachfolger von Friedrich von Gärtner als Professor an die Bauschule der Akademie der Bildenden Künste in München berufen. Er hatte diesen Lehrstuhl bis 1847 inne. Nach dem Tod Gärtners wurde Voit als Oberbaurat Leiter der Obersten Baubehörde in der Staatsbauverwaltung.
1849 erhielt Voit das Ritterkreuz I. Klasse des Verdienstordens vom Heiligen Michael. 1852 wurde er mit dem Ritterkreuz des Verdienstordens der Bayerischen Krone ausgezeichnet und damit verbunden in den persönlichen Adelsstand erhoben. 1857 wurde er mit dem Maximiliansorden für Wissenschaft und Kunst ausgezeichnet.
August Voit war in erster Ehe seit 1830 mit Mathilde, geb. Burgett (1808; † 25. April 1845) verheiratet, dann verwitwet. Eine zweite Ehe ging er 1846 mit Ottilie, geb. von Hößlin (1819–1883) ein.
Sohn Karl (31. Oktober 1831 Amberg; † 31. Januar 1908 München) wurde Professor für Physiologie an der Universität München und Vorstand des Physiologischen Instituts.
Sohn August (1834–1900) war Architekt und Assistent bei der bayerischen Obersten Baubehörde in München. Er wurde 1877 Leiter der bayerischen Baugewerksschule in München und 1870 Baurat. Sohn Ernst (1838–1921) war Professor für Physik an der TH München. Aus dieser Ehe stammen auch die Töchter Catharina Carolina (1833) und Amalie (1835–1904).
Aus der zweiten Ehe gingen drei Söhne hervor, u. a. Erwin (1852–1932), der Professor für Tierphysiologie an der Tierärztlichen Hochschule in München war, sowie zwei Töchter.

## Grabstätte

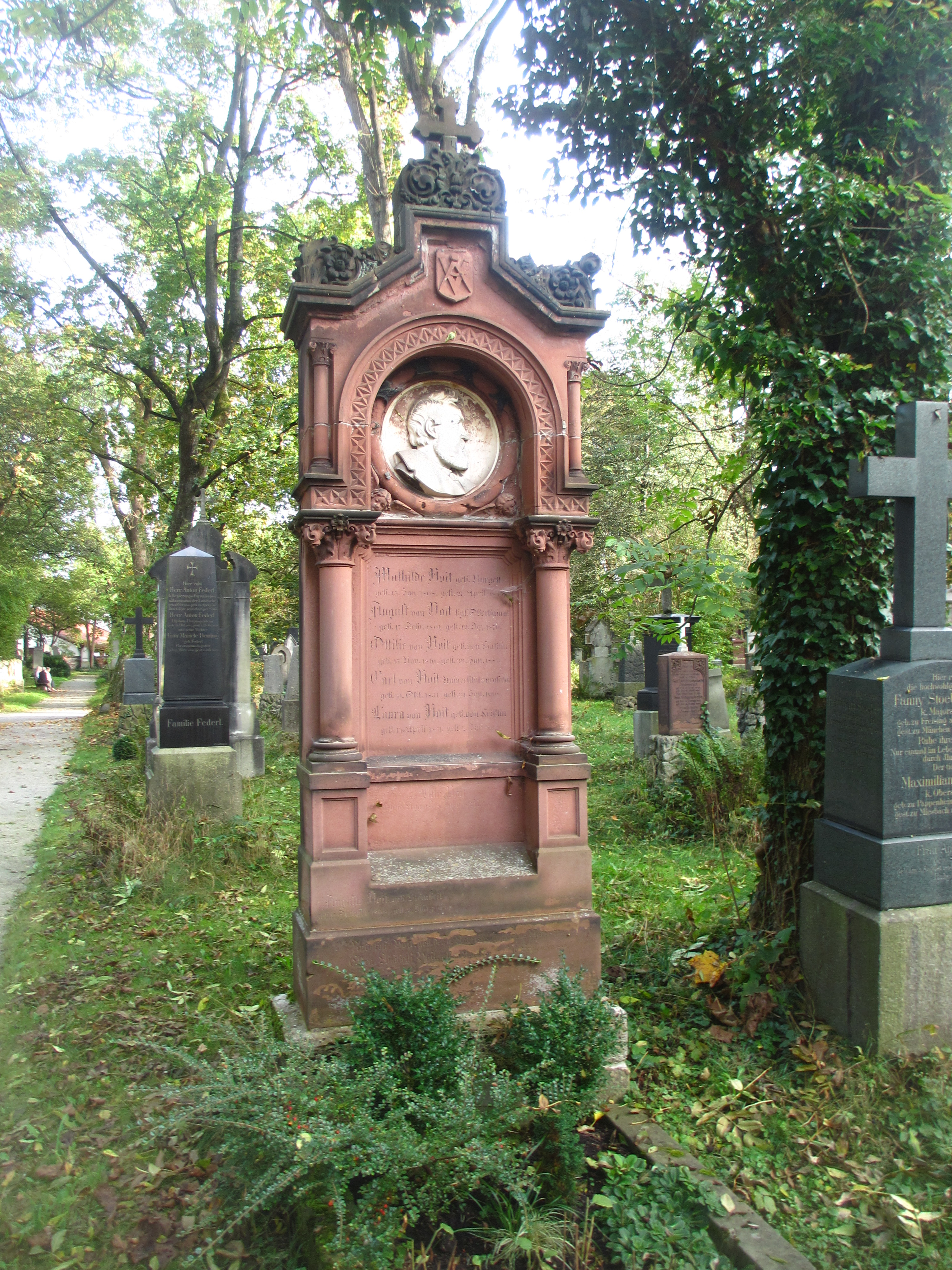
Grab von August Voit auf dem Alten Südlichen Friedhof in München

Die Grabstätte von August von Voit befindet sich auf dem Alten Südlichen Friedhof in München (Gräberfeld 17 – Reihe 12 – Platz 1/2) Standort. Das Grabmal entstand nach einem eigenen Entwurf, die Ausführung des Grabmals und das Marmormedaillon stammen von Hermann Oehlmann. Die Beerdigung fand am 14. Dezember 1870 unter der Mitwirkung einiger Mitglieder des Bayerischen Architekten- und Ingenieur-Vereins statt, dessen Vorstand August Voit angehörte.

## Namensgeber für Straße
Nach August Voit wurde 1928 in München im Stadtteil Alt-Moosach (Stadtbezirk 10 - Moosach) die Voitstraße benannt.

## Bauten und Entwürfe
August von Voit wandte in seinen Bauten mit Vorliebe den romanischen Stil an, den er nordgermanischen und italienischen Mustern nachbildete.
Das Architekturmuseum der Technischen Universität München hat einen umfangreichen Bestand zum Werk von August von Voit, der online einsehbar ist.
- 1831–1834: Innenausstattung der klassizistischen Evangelischen Pfarrkirche in Rinnthal
- 1834–1835: Seminarkirche St. Ludwig in Speyer (Umbau)
- 1835: Königskreuzkapelle in Göllheim
- 1836–1841: Katholische Pfarrkirche St. Michael in Homburg
- 1837–1840: Katholische Pfarrkirche St. Martin in Lingenfeld[10]
- 1837–1840: Katholische Pfarrkirche St. Bartholomäus in Neupotz[11]
- 1838–1844: Evangelische Pfarrkirche in Zeiskam[12]
- 1839–1840: Evangelische Kirche in Billigheim-Ingenheim–Mühlhofen
- 1840–1844: Evangelische Kirche in Pfortz (heute Maximiliansau)[13]
- 1841–43: Protestantische Kirche in Elmstein[14]
- 1842/43: Katholische Pfarrkirche St. Martin in Waldsee
- 1843–1846: Evangelische Pfarrkirche in Albersweiler, Am Kanal 2 (zusammen mit Ferdinand Jodl)
- 1843–1846: Fruchthalle in Kaiserslautern
- 1843–1846: Katholische Pfarrkirche St. Stephan in Albersweiler, Kirchstraße 24 (zusammen mit Ferdinand Jodl)
- 1844–1846: Wiederaufbau des Hambacher Schlosses zur „Maxburg“ als einem „pfälzischen Hohenschwangau“ für den späteren König Maximilian II. (unvollendet)
- 1846–1853: Neue Pinakothek in München
- 1846–1853: Glasmalereigebäude an der Luisenstraße in München
- 1851: Rathaus in Annweiler am Trifels
- 1851–1852[15] oder 1853[16]: Kalvarienberg Klosterlechfeld, später verändert

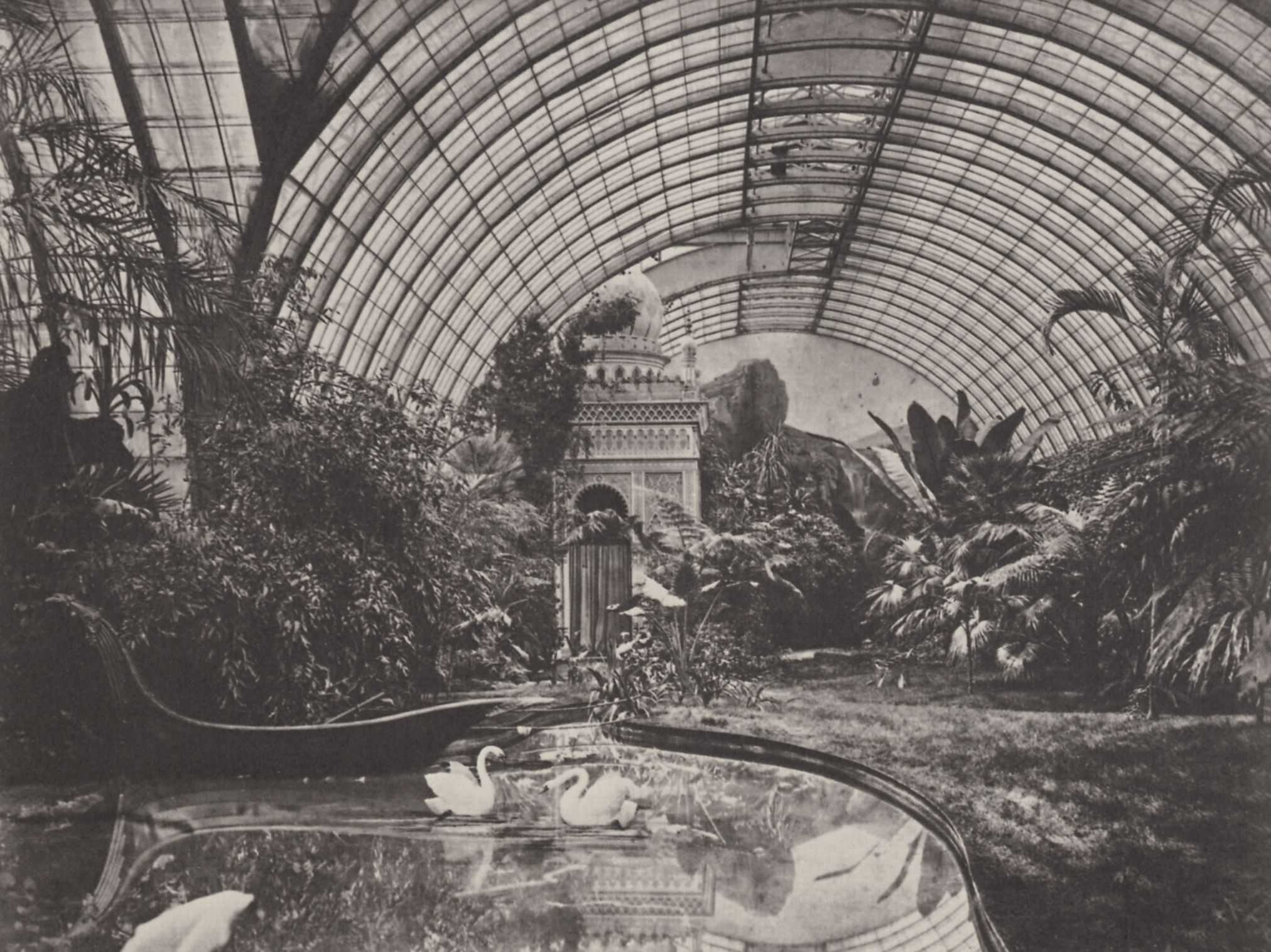
Wintergarten in der Münchner Residenz (Fotografie von Joseph Albert)

- 1852–1853: Wintergarten für König Maximilian II. in der Münchner Residenz
- 1852–1855: Chemisches Laboratorium für Justus von Liebig in München[17]
- 1853–1854: Glaspalast in München (nach dem Vorbild des Londoner Kristallpalastes für die Allgemeine Deutsche Industrie-Ausstellung 1854 in München; 1931 zerstört)
- 1854: Glaspalast-Brunnen in München, ursprünglich am Glaspalast, später auf den Weißenburger Platz in München-Haidhausen umgesetzt
- 1858–1864: Lutherkirche in Ludwigshafen am Rhein
- 1859–1863: Evangelisch-Lutherische Stadtkirche St. Andreas in Selb
- 1860–1867: Gartengestaltung, Gartenhäuser und Gewächshäuser für den Alten Botanischen Garten in München
- 1865–1869: Stadtpfarrkirche Mariä Himmelfahrt in Weißenhorn

### Synagogenbauten
1832/1833 ließ die jüdische Gemeinde in Rülzheim die neue Rülzheimer Synagoge durch August Voit erbauen. Voit entwarf auch die Pläne der Ingenheimer Synagoge und der Synagogen in Herxheim, Kallstadt, Kirchheimbolanden und Speyer.

## Belege
1. 1 2 3 4  Martin Klemenz: Architekten und Baumeister - Kurzbiografien. In: Kulturamt der Stadt Kaiserslautern (Hrsg.): Schriften des Theodor-Zink-Museums. Villen, Schlote, Gartenlaube. Gründerjahre in Kaiserslautern, Nr. 5. Kaiserslautern 2003, ISBN 3-936036-04-7, S. 65.
2. 1 2 3  August von Voit. In: Neue Deutsche Biographie 27 (2020), S. 74–76. Abgerufen am 7. März 2024.
3. ↑  Hof- und Staatshandbuch des Königreichs Bayern, 1870, S. 39.
4. ↑  Hof- und Staatshandbuch des Königreichs Bayern, 1870, S. 19.
5. ↑  Hof- und Staatshandbuch des Königreichs Bayern, 1870, S. 87.
6. ↑  Voit, Karl (auch: Carl) Michael von (bayerischer Personaladel), auf deutsche-biographie.de
7. ↑  Webseite zur Namensgebung der Voitstraße auf Stadtgeschichte-Muenchen
8. ↑  August von Voit, auf muenchenwiki.de
9. ↑  Voit, August von, auf mediatum.ub.tum.de
10. ↑  Hans Caspary (Bearb.): Dehio-Handbuch der deutschen Kunstdenkmäler. Rheinland-Pfalz, Saarland. 2., bearbeitete und erweiterte Auflage. Deutscher Kunstverlag, Berlin / München 1984, ISBN 3-422-00382-7, S. 561.
11. ↑  Hans Caspary (Bearb.): Dehio-Handbuch der deutschen Kunstdenkmäler. Rheinland-Pfalz, Saarland. 2., bearbeitete und erweiterte Auflage. Deutscher Kunstverlag, Berlin / München 1984, ISBN 3-422-00382-7, S. 725.
12. ↑  Hans Caspary (Bearb.): Dehio-Handbuch der deutschen Kunstdenkmäler. Rheinland-Pfalz, Saarland. 2., bearbeitete und erweiterte Auflage. Deutscher Kunstverlag, Berlin / München 1984, ISBN 3-422-00382-7, S. 1188.
13. ↑  Hans Caspary (Bearb.): Dehio-Handbuch der deutschen Kunstdenkmäler. Rheinland-Pfalz, Saarland. 2., bearbeitete und erweiterte Auflage. Deutscher Kunstverlag, Berlin / München 1984, ISBN 3-422-00382-7, S. 648.
14. ↑  Generaldirektion Kulturelles Erbe Rheinland-Pfalz (Hrsg.): Nachrichtliches Verzeichnis der Kulturdenkmäler – Kreis Bad Dürkheim. Mainz 2024, S. 32 (PDF; 5,1 MB).
15. ↑  Laut Inschrift am Bauwerk.
16. ↑  Bruno Bushart, Georg Paula (Bearbeiter): Bayern III: Schwaben (= Georg Dehio [Begründer], Dehio-Vereinigung [Hrsg.]: Handbuch der Deutschen Kunstdenkmäler). Deutscher Kunstverlag, München/Berlin 1989, ISBN 978-3-422-03008-4, S. 580.
17. ↑  August von Voit: Das chemische Laboratorium der Königlichen Akademie der Wissenschaften in München. Unter Mitwirkung von Justus von Liebig erbaut von A. von Voit. Nebst einem Atlas mit 13 Tafeln. Braunschweig 1859.

| Personendaten    | Personendaten                                                     |
| ---------------- | ----------------------------------------------------------------- |
| NAME             | Voit, August von                                                  |
| ALTERNATIVNAMEN  | Voit, Richard Jakob August von (vollständiger Name); Voit, August |
| KURZBESCHREIBUNG | deutscher Architekt und bayerischer Baubeamter                    |
| GEBURTSDATUM     | 17. Februar 1801                                                  |
| GEBURTSORT       | Wassertrüdingen                                                   |
| STERBEDATUM      | 12. Dezember 1870                                                 |
| STERBEORT        | München                                                           |